# Ђордани (Империја)
Ђордани је насеље у Италији у округу Империја, региону Лигурија.
Према процени из 2011. у насељу је живело 34 становника. Насеље се налази на надморској висини од 230 м.